# Dona amb un tocat de gasa
La Dona amb un tocat de gasa, també conegut com a Retrat de Dona Jove, és una pintura realitzada entre 1435–1440 per l'artista primitiu flamenc Rogier van der Weyden. El personatge retratat en aquesta petita obra porta un ample, hennin blanc sobre un vestit marró, amb coll en forma de V de color negre. Com és habitual als retrats femenins de Van der Weyden, les seves mans entrellaçades estretament en oració, mentre la seva expressió és generalment humil. Inusualment per Van der Weyden, la dona no inclina el seu cap ni mira fixament a mitjana distància. En comptes d'això mira directament a l'espectador, creant una relació íntima entre el personatge, l'espectador i l'artista, un efecte que l'historiador de l'art i conservador Lorne Campbell descriu com "apel·lant i vibrant".
El personatge està excepcionalment brillant, amb gran i atractius ulls blaus; la forma de representar-la pot ser considerada diferent a les representacions contemporànies en que l'artista no va reduir la mida de l'ull esquerre de la dona per reflectir l'escala que li proporcion la inclinació cap a l'esquerra de l'espectador. Està il·luminada per una font de llum imaginària que se situaria per sobre de la tela, a la dreta de l'espectador, que estableix una llum tènue en contrast amb el blanc vívid del seu vel i la pell contra els tons foscos del seu vestit i el volum del seu cap.
La pintura està composta mitjançant una barreja de línies horitzontals i verticals. Les verticals del seu tocat es fonen en la línia de les espatlles i el pit, mentre que els plecs horitzontals del vel s'estableixen en contra de la línia formada pels llavis superior i inferior. Donat la individualitat de les seves característiques, resulta evident que Rogier treballava en un estudi amb una persona real. Tot i així hi ha elements d'abstracció a la imatge. La model probablement pot ser un membre de la classe mitjana, donat la relativa senzillesa del vestit, amb característiques de mainadera i uns pits accentuats. Es creu que està inspirat en l'esposa de l'artista, Elisabeth Goffaert, encara que això no està demostrat. El retrat és similar a altres retrats femenins de Rogier i de Robert Campin. De fet, la semblança entre els retrats femenins de tots dos és tan gran que sovint han estat atribuïts de forma errònia.
El retrat va estar a la col·lecció de la Princesa Soltikoff a Sant Petersburg fins que va ser adquirit pel Staatliche Museen de Berlín el 1908.